# Siège du château de Kōriyama (1544)
Pour les articles homonymes, voir Siège du château de Kōriyama.
Le siège de château de Kōriyama se déroule en 1544. Les Iriki sont vassaux du clan Shimazu et Iriki-In Shigetomo (en) est le beau-frère de Shimazu Takahisa. Cependant, les relations commencent à se dégrader quand se répandent des rumeurs selon lesquelles Shigetomo complote une rébellion contre Takahisa. En 1544, Shigetomo décède peu de temps après et Takahisa attaque et s'empare de son château de Kōriyama, ce qui met fin à toute menace que les Iriki pourraient poser à sa domination. Iriki-in Shigetsugu succède à Shigetomo et les relations sont plus tard rétablies entre les deux parties.

## Source de la traduction
- (en) Cet article est partiellement ou en totalité issu de l’article de Wikipédia en anglais intitulé « Siege of Kōriyama Castle (1544) » (voir la liste des auteurs).